# The Specials (skaband)

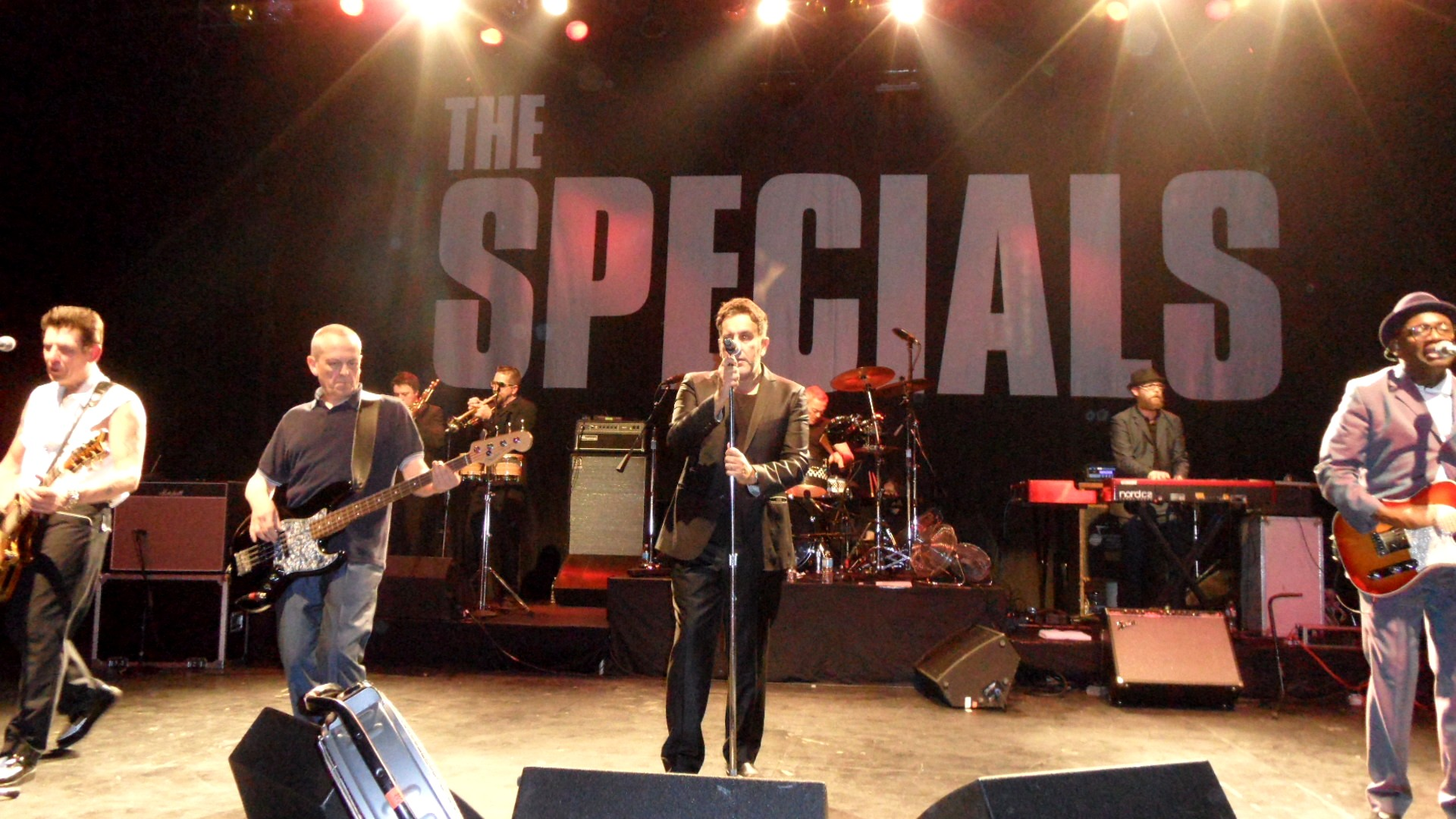
The Specials in maart 2013 in Chicago, Illinois

The Specials was een Britse popgroep die in 1977 in Coventry is opgericht. Ze zijn de grondleggers van de 2 Tone-ska, vernoemd naar het platenlabel 2 Tone dat Specials-toetsenist Jerry Dammers in 1979 oprichtte.

## Biografie

### Beginjaren; The Automatics
The Specials begonnen in 1977 als The Hybryds; naast Jerry Dammers bestond de groep uit bassist Horace Panter, gitaristen Roddy Radiation en Lynval Golding, drummer Silverton Hutchinson en zanger Tim Strickland, later vervangen door Terry Hall. De Hybryds veranderden hun naam in The Coventry Automatics en gingen op tournee met The Clash. Neville Staple was toen nog een roadie, maar kwam er pas bij tijdens de eerste van vier avonden in de Londense Music Machine.
In 1978 werd de groepsnaam gewijzigd in Special AKA Coventry Automatics, later ingekort tot Special AKA. Omdat een poging om reggae met punk te vermengen op niets uitliep werd die eerste stijl vervangen door ska. Hutchinson, een reggaedrummer, was daar niet blij mee en hield het voor gezien. John Bradbury nam zijn plaats in.

### Doorbraak; The Specials
In 1979 verscheen de single Gangsters, waarvan de eerste persingen op Rough Trade uitkwamen. Dit nummer betekende de doorbraak van de groep die inmiddels The Specials werd genoemd en berucht was om hun live optredens.
Ze verwierven een platencontract bij platenmaatschappij Chrysalis Records, die als enige Jerry Dammers de mogelijkheid gaf om zijn eigen label, genaamd 2 Tone Records, op te richten om er The Specials en andere bands op uit te brengen. In juli ging de band na het tekenen van het platencontract direct op tournee door Engeland en kwam tussendoor ook even naar Nederland voor een mediaoffensief en om hun single te playbacken voor tv. Gangsters werd ook in Nederland een grote hit en zelfs een Alarmschijf.
In de zomer van dat jaar werd het titelloze debuutalbum opgenomen met Elvis Costello als producer. Gastbijdragen waren er van Chrissie Hynde (op Nite Klub), de Jamaicaanse trombonist Rico Rodriguez en de zwaarbesnorde trompettist Dick Cuthell. Beide blazers maakten ook deel uit van de live-bezetting.

### 2 Tone landelijk bekend
In de herfst en winter van 1979 werd 2 Tone landelijk bekend in Groot-Brittannië. Via 2 Tone bracht Madness hun debuutsingle The Prince uit; het pas opgerichte The Selecter kwam met On My Radio; The Beat met debuutsingle Tears of a Clown en The Specials zelf, met de cover A Message to You Rudy. Het werden allemaal hits en zelfs nadat Madness en The Beat bij andere platenmaatschappijen tekenden, hadden zij het 2 Tone stempel opgekregen, omdat zij allen hun eigen variatie van ska muziek maakten en zich vaak kleedden in dezelfde stijl van onder andere pakken en pork pie hats.
Ter promotie gingen The Specials op tournee met The Selecter en Madness (per 15 november 1979 vervangen door Dexys Midnight Runners). Alle concerten waren uitverkocht en heel Engeland was in de ban van het skavirus van 2 Tone en vele jongeren gingen gekleed in deze specifieke stijl. Ook op het Europese vasteland ging men voor de bijl. De 2 Tone rage ging maar door, in november brachten The Specials en Madness hun debuutplaten uit en beide werden een groot succes.
Begin 1980 kwam daar ook de band Bad Manners bij, die weliswaar geen single op 2 Tone had uitgebracht maar desondanks tot de 2 Tone-beweging werd gerekend. In januari 1980 toerde The Specials door Europa en traden op in Rotterdam en in de Amsterdamse Paradiso.
In februari 1980 hadden The Specials met een live-uitvoering van Too Much Too Young een nummer 1-hit te pakken. In Groot-Brittannië werd deze plaat als een ep uitgebracht genaamd The Special AKA Live! en bevatte totaal 5 nummers.
Ook de andere ska bands bleven maar hits scoren en in de lente van 1980 kwam daar nog eens een zesde 2 Tone band bij, de vrouwen ska band The Bodysnatchers; hun debuutsingle Let's Do Rock Steady werd ook een hit.

### More Specials
Terug van Europa en de Verenigde Staten begonnen The Specials te werken aan het altijd moeilijke tweede album, getiteld More Specials waaraan o.a. The Go-Go's, Rhoda Dakar van The Bodysnatchers en Lee Thompson van Madness hun medewerking verleenden. De druk was hoog en de opnamen liepen stroef. Om het gat te vullen na Too Much Too Young werd de single Rat Race uitgebracht, dat hun vierde top 10-hit werd in Engeland. Tussen de opnamen door van More Specials trad de band live op, onder andere op Pinkpop. More Specials dat in september 1980 verscheen, is opgedeeld in een ska-kant en een experimentele kant. Jerry Dammers zei hierover "Ik haat het om deel uit te moeten maken van een groep die zichzelf blijft herhalen".
Na het uitkomen van More Specials en de single Stereotype toerden The Specials uitgebreid door Engeland, om daarna ook Nederland aan te doen. Ze playbackten in Hilversum hun single in geheel eigen stijl voor het programma TROS Top 50 en gaven twee concerten; een in Rotterdam en een op 18 oktober op het Countdown Festival van Veronica in de Amsterdamse Jaap Edenhal samen met Madness en de dan razend populaire Belgische zanger Raymond van het Groenewoud. Er werden dan ook tv-opnamen gemaakt voor Veronica's muziekprogramma Countdown. In die special is te zien hoe, tijdens het nummer Sock It to 'Em J.B. het simpele podium in elkaar zakt na een stage invasion van dansende fans. Gelukkig kan iets later het spetterende optreden toch afgemaakt worden.

### Do Nothing
Concerten van The Specials werden regelmatig ontsierd door gewelddadige incidenten (meestal door aanhangers van het National Front), en als het op 9 oktober 1980 zover komt dat ook Jerry Dammers en Terry Hall in de boeien worden geslagen besluiten ze om te stoppen met toeren en alleen nog maar weekendconcerten te geven. Aan het eind van de maand wordt een rustpauze ingelast die twee maanden later wordt onderbroken om in Top of the Pops de single Do Nothing te playbacken. Op de B-kant staat een veelzeggende coverversie van het Bob Dylan-nummer Maggie's Farm.

### Dance Craze
In 1981 was de 2 Tone-rage over zijn hoogtepunt heen en werd het door de media als passé gezien. De New Romantics met hun glamour waar bands als Duran Duran en Spandau Ballet toe gerekend werden domineerden nu de popbladen. The Bodysnatchers vielen uit elkaar en The Selecter verliet 2 Tone Records.
In februari 1981 kwam de concertfilm Dance Craze uit in de bioscoop, die als doel had de 2 Tone-fans de kans te geven om al hun bands live te zien. In de film kwamen diverse live optredens van The Specials, The Selecter, Madness, The Beat, The Bodysnatchers en Bad Manners voor, opgenomen in 1980. Het werd geen grote hit meer, het was te laat uitgekomen. Ondanks dat het in de film ontbreekt aan beelden achter de schermen, is en blijft het een uniek document over de 2 Tone ska revival.
Er werd ook een album uitgebracht met 15 van de 27 nummers van de film. Dit werd wel een succes en zo hoorde ook Bad Manners officieel bij 2 Tone. Alleen in Nederland werd er speciaal een single van het album uitgebracht om deze te promoten, namelijk het door Roddy Radiation geschreven en gezongen Concrete Jungle.

### Ghost Town
1981 was over het algeheel een wat rustiger jaar, wat maar goed was na twee tropenjaren vol met live optredens, promotietours, 2 platen uitbrengen, hit na hit scoren en het proberen leiding te geven aan 2 Tone Records, de druk om te scoren was hoog, de spanning in de 7 koppige band is om te snijden, Jerry Dammers is ook druk met het afwerken van de concertfilm Dance Craze.
Toch werd er ook getoerd, The Specials traden onder andere in april op in de IJsselhallen in Zwolle en gaan de studio in en nemen drie nieuwe nummers op.
In de zomer van 1981 scoren The Specials een Engelse nummer 1-hit met Ghost Town. Het nummer brengt de afbraak van de Britse steden in die tijd, de hoge jeugdwerkloosheid zonder perspectief en de onderliggende woede onder woorden. Datzelfde moment braken er in Engeland rellen uit, waardoor dit nummer als de soundtrack van die rellen wordt gezien.

### Uit elkaar
Binnen de band bleef het rommelen; Horace Panter had zich aangesloten bij de Exegesis-beweging en veranderde van rustige bassist naar heel assertief en probeerde de anderen over te halen om ook bij Exegesis te komen. Roddy Radiation ergerde zich aan het stiefvadergedrag van Dammers. Terry Hall, Lynval Golding en Neville Staple hadden de bijnaam Fun Boy Three gekregen; ze voelden zich geremd in hun creativiteit.
The Specials gingen op tournee door Amerika, samen met ex-Bodysnatchers-zangeres Rhoda Dakar, maar eigenlijk had niemand in de band er echt zin in; Jerry Dammers zeker niet, die was eigenlijk overspannen. Aan het einde van de tournee stapten Terry Hall, Lynval Golding en Neville Staple uit de band om door te gaan als een trio, oftewel Fun Boy Three. Dit sloeg in als een bom en de anderen voelden zich verraden.

### Afsplitsingen

#### Special AKA
Na een tournee door Duitsland in de band van Rico Rodriguez besloten de overgebleven leden (Jerry, Horace en Brad) om door te gaan en dat derde album op te nemen; alleen mochten ze dat om juridische redenen niet als The Specials doen, en dus noemden ze zich weer Special AKA. De in januari 1982 uitgebrachte single The Boiler (dat zangeres Rhoda Dakar eerder opnam met The Bodysnatchers) werd door de BBC alleen 's avonds gedraaid vanwege het onderwerp; een vrouw die verkracht wordt. Ook het in december 1982 uitgebrachte War Crimes, over de Libanese kwestie, werd genegeerd. Ondertussen waren er nieuwe musici gevonden in o.a. gitarist John Shipley (voorheen in 2 Tone-band The Swinging Cats) en zangers Egidio Newton (een jeugdvriendin van Dakar) en Stan Campbell (die bekendstond als Grace Jones-lookalike). Dick Cuthell verzorgde de nodige blaaspartijen.
Een hecht collectief wilde het niet worden, vandaar dat Horace Panter al in april 1982 was vertrokken. De band had nog niet live opgetreden en een aantal leden woonden in Londen in plaats van in Coventry; mede daardoor verliepen de plaatopnamen uiterst moeizaam, en daar bracht de in augustus 1983 uitgebrachte single Racist Friend/Bright Lights geen verandering in. Lonely Crowd, een nummer over de steekpartij die Lynval Golding in 1982 bijna het leven had gekost, stond gepland als volgende single maar werd op het laatste moment vervangen door Free Nelson Mandela. Geproduceerd door Elvis Costello had de Special AKA eindelijk een hit in handen, een die de mensen bewuster maakte van de Zuid-Afrikaanse vrijheidsstrijder. In augustus 1984 verscheen het album In The Studio. Stan Campbell had inmiddels de band verlaten voor een solocarrière, en dus werd de volgende single What I Like Most About You (Is Your Girlfriend), waarop Dammers zelf de leadzang voor zijn rekening nam. Het hele budget (goed voor drie extra albums) was opgegaan aan de opnamen waardoor er niets meer over bleef voor een promotiecampagne; Chrysalis Records wilde geld zien, maar Dammers weigerde om nog eens twee platen te maken zonder daar zelf een cent aan over te houden en ging in staking. De Special AKA werd met stille trom opgeheven waardoor de geplande single You Can't Take Love Seriously op de plank bleef liggen.

#### Special Beat
In 1990 vormden Staple, Golding, Byers, Panter en Bradbury een 2 Tone-supergroep met ex-Beat-leden Ranking Roger en Saxa. Aangevuld met Anthony Flynn (van skaband The Loafers) als derde zanger toerden ze door Amerika als Special Beat. Dit beviel zo goed dat ze besloten bij elkaar te blijven; ze schreven nieuwe nummers en brachten live-albums uit. In de herfst van 1993 viel dan toch het doek na een Amerikaanse tournee met de heropgerichte Selecter. Panter had inmiddels een deeltijdbaan als onderwijzer, en Bradbury hield de muziekwereld helemaal voor gezien; hij ging bij een Londens ICT-bedrijf werken.

#### Specials 2
Staple, Golding, Byers en Panter namen een album op met Desmond Dekker (King of Kings) en maakten een doorstart als The Specials 2. Bradbury werd vervangen door ex-Selecter-drummer H. Bembridge, en Rico Rodriguez door Adam Birch. In 1996 brachten ze het coveralbum Today's Specials uit op Kuff Records, het label van UB 40-zanger Ali Campbell. De Specials 2 (ook wel Today's Specials genoemd) toerden veelvuldig, en voornamelijk door de Verenigde Staten waar de derde skagolf was uitgebroken. Maar wederom eiste zo'n zwaar schema z'n tol en Panter trok zich in 1997 terug. In Staples toenmalige thuisbasis Californië werd een album met nieuw materiaal opgenomen, maar tegen de tijd dat Guilty 'til Proved Innocent! uitkwam gingen ook de Specials 2 uit elkaar. Dammers en Hall waren daar niet rouwig om; zij, maar ook Golding zelf, vonden deze bezetting publieksbedrog.

### Reünie

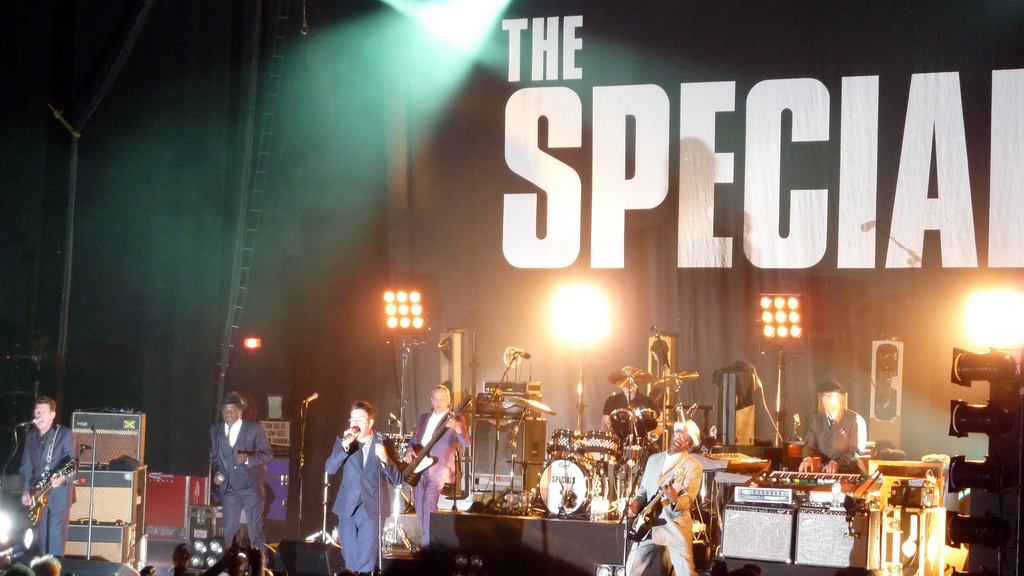
The Specials in mei 2009 tijdens hun 30-jarig jubileum

In 2004 bestond 2 Tone 25 jaar en deed het gerucht de ronde dat de Specials weer bij elkaar zouden komen voor een jubileumconcert in Coventry. Dit gerucht werd tegengesproken in een persverklaring van de band zelf.
"Er komt geen reünie omdat het torenhoge verwachtingen schept die we misschien niet kunnen waarmaken, en het laatste dat we willen is de fans teleurstellen". Maar op 7 april 2008 werd bekendgemaakt dat de originele Specials de studio waren ingedoken en dat er eventueel weer zou worden opgetreden.
Op 16 juni werd de band ingewijd in de MOJO Hall Of Fame ("The fame of Hall"); met uitzondering van Neville Staple waren ze allemaal aanwezig om de onderscheiding aan te nemen.
Daarna werd Jerry Dammers door een conflict met het management buitengesloten. De rest gaf begin september 2008 een verrassingsconcert op Bestival onder de naam Terry Hall & Friends.
Op 7 april 2009 speelden de Specials drie nummers in het muziekprogramma Later with Jools Holland; het was een kleine wereld, want Rico (eveneens afwezig) maakte deel uit van Jools' Rhythm 'n Blues Orchestra.
Eind 2009 gingen de Specials weer op tournee en in augustus 2010 stonden ze op het Lowlandsfestival, jong en oud was onder de indruk van de swingende mannen op leeftijd.
Op 14 en 15 september 2011 gaven The Specials twee uitverkochte concerten in Paradiso, in het kader van een uitgebreide Europese tour.

### Specialized en live-album
In 2012 verscheen het tribute-album Specialized met bijdragen van onder andere Lee Thompson; (een solocover van Prince Buster's Madness en de Concrete Jungle B-kant Racquel met zijn eigen skaband), Roland Gift van Fine Young Cannibals en Rhoda Dakar. Opbrengsten van het album en de bijbehorende concerten gingen naar Teenage Cancer Trust.
28 mei stonden de Specials na 32 jaar weer op Pinkpop, en 12 augustus werd de tournee in Hyde Park afgesloten als voorprogramma van Blur.
Ook verscheen het live-album More... Or Less The Specials Live met zelfgeselecteerde hoogtepunten van de tournee van 2011.

### Specials min vier
Op 10 januari 2013 werd bekendgemaakt dat Neville Staple na een jaar vol gezondheidsproblemen (30 gemiste concerten) de band heeft verlaten; hij richt zich nu op zijn solo-activiteiten. De Specials toerden in de zomer van 2013 door Amerika en gaven in november 2014 een concert voor Specialized dat inmiddels ook tribute-albums had uitgebracht van The Beat en Madness. Ondertussen was ook Roddy Radiation opgestapt; voor de concerten van 2014 werd Steve Cradock, gitarist van Paul Weller en Britrockband Ocean Colour Scene, als invaller aangetrokken. In 2015 overleden Rico Rodriguez en John Bradbury. De Specials toerden in oktober 2016 met Libertines-drummer Gary Powell als vervanger van Bradbury.
Op 2 juni 2018 stonden de Specials in het voorprogramma van de Rolling Stones tijdens hun concert in Coventry. Feitelijk was de cirkel rond, want in 1979 kwam Mick Jagger naar een concert van de Specials als platenbaas; de gelijkenis tussen Little Bitch en Brown Sugar zou destijds een distributiedeal met Rolling Stones Records hebben verhinderd.

### Encore en Protest Songs
In februari 2019 brachten de Specials een nieuw album uit; Encore, het eerste sinds More Specials waarop Terry Hall, Lynval Golding en Horace Panter samenspelen. De band gaf een presentieconcert in de Londense 100 Club als voorproefje van een tournee die op 5 april Paradiso aandeed. Encore kwam in de eerste week van februari nieuw binnen op 1 in de Britse albumlijst.
Op 23 augustus 2021 verscheen het album Protest Songs 1924-2012 met twaalf covers van voornamelijk minder bekende protestliederen. Er volgde een tournee met op 28 juni 2022 een concert in de Paradiso. Daarna zouden in november 2022 de opnamen van een nieuw album met eigen werk beginnen; deze werden echter opgeschort in verband met ziekte van Terry Hall; hij overleed op 18 december 2022 aan alvleesklierkanker. 
In 2023 bevestigde Horace Panter in een interview dat met het overlijden van Hall de Specials zijn opgehouden te bestaan. "Het zou  belachelijk zijn om zonder Terry op tournee te gaan; dus ja, dit is definitief het einde van de Specials".
Als postuum eerbetoon verscheen in maart 2024 de single When A Light Goes Out onder de naam The Specials Family.

## Discografie

### Albums
| Album met eventuele hitnotering(en) in de Nederlandse Album Top 100 | Datum van verschijnen | Datum van binnenkomst | Hoogste positie | Aantal weken | Opmerkingen |
| ------------------------------------------------------------------- | --------------------- | --------------------- | --------------- | ------------ | ----------- |
| Singles - Best Of                                                   | 1991                  | -                     |                 |              |             |
| The Gold Collection                                                 | ?                     | -                     |                 |              |             |
| In The Studio (als Special AKA)                                     | 1984                  | -                     |                 |              |             |
| Too Much Too Young: The Gold Collection                             | 1996                  | -                     |                 |              |             |
| The Specials                                                        | 1979                  | -                     |                 |              |             |
| More Specials                                                       | 1980                  | -                     | 38              | 3            |             |
| Best Of                                                             | 1996                  | -                     |                 |              |             |
| The Best Of The Specials                                            | 2008                  | -                     |                 |              |             |
| Encore                                                              | 2019                  | -                     |                 |              |             |

### Singles
| Single met eventuele hitnotering(en) in de Nederlandse Top 40 | Datum van verschijnen | Datum van binnenkomst | Hoogste positie | Aantal weken | Opmerkingen |
| ------------------------------------------------------------- | --------------------- | --------------------- | --------------- | ------------ | ----------- |
| Gangsters                                                     | 1979                  | 29-09-1979            | 11              | 7            |             |
| A Message to You Rudy                                         | 1979                  | 19-01-1980            | 35              | 7            |             |
| Too Much Too Young (als Special AKA)                          | 1980                  | 15-03-1980            | 15              | 6            |             |
| Stereotype                                                    | 1980                  | 15-11-1980            | tip5            |              |             |
| Ghost Town                                                    | 1981                  | 01-08-1981            | 12              | 9            |             |
| Free Nelson Mandela (als Special AKA)                         | 1984                  | 07-04-1984            | 9               | 9            |             |

### NPO Radio 2 Top 2000
| Nummer met noteringen in de NPO Radio 2 Top 2000 | '00  | '01  | '02 | '03  | '04  | '05  | '06-'09 | '10  | '11  | '12  | '13  | '14  |
| ------------------------------------------------ | ---- | ---- | --- | ---- | ---- | ---- | ------- | ---- | ---- | ---- | ---- | ---- |
| A Message to You, Rudy                           | 1650 | 1560 | -   | 1564 | 1003 | 1897 | -       | 1884 | 1874 | 1186 | 1494 | 1584 |

1. ↑  Een '-' betekent dat het nummer niet was genoteerd en een vetgedrukt getal geeft de hoogste notering aan.
2. ↑  2000 was het eerste jaar met een notering voor dit nummer.
3. ↑  Deze tabel is bijgewerkt tot en met de meest recente editie (2024).

## Videografie
- "Rudies Come Back Or The Rise And Rise Of 2-Tone" - Documentaire van BBC Arena (tv-programma 1980)
- "Dance Craze - The Best of British Ska... Live!" (VHS 1981)
- "2-Tone Britain" - Documentaire van Channel 4 (tv-programma 2004)
- "The Best of the Specials" (cd/dvd 2008)
- "The Specials - 30th Anniversary Tour" (dvd 2009)